# Bacupari
Bacupari (Garcinia gardneriana (Planch. & Triana) Zappi) é uma árvore da família das Clusiaceae, nativa do Brasil, porém não endémica, pois também ocorre na Bolívia e no Peru, com o atual estado de conservação sendo considerado pouco preocupante dado a tendência estável das populações .

## Nomes
Sinonímia: Bacopari, Bacuri-mirim, Bacoparé, Bacopari-miúdo, Bacuri-miúdo, Escropari, Limãozinho, Mangostão-amarelo, Remelento, Manguça 
Sinonímia botânica: Calophyllum madruno Kunth, Garcinia madruno (Kunth) Hammel, Rheedia acuminata (Ruiz & Pav.) Planch. & Triana, Rheedia gardneriana Planch. & Triana, Rheedia kappleri Eyma, Rheedia madruno (Kunth) Planch. & Triana, Rheedia spruceana Engl., Verticillaria acuminata Ruiz & Pav   

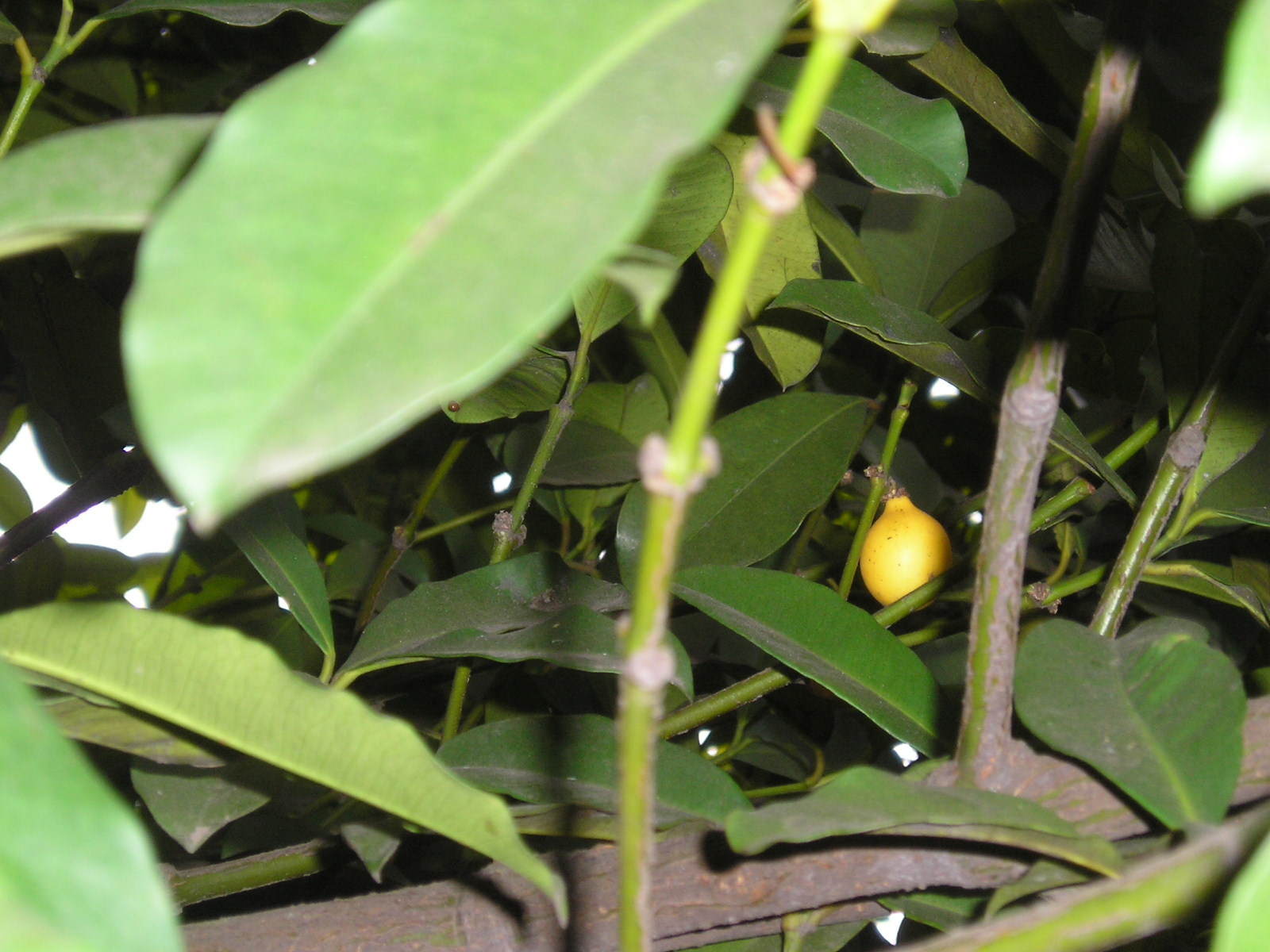
Fruta e folhas de bacupari
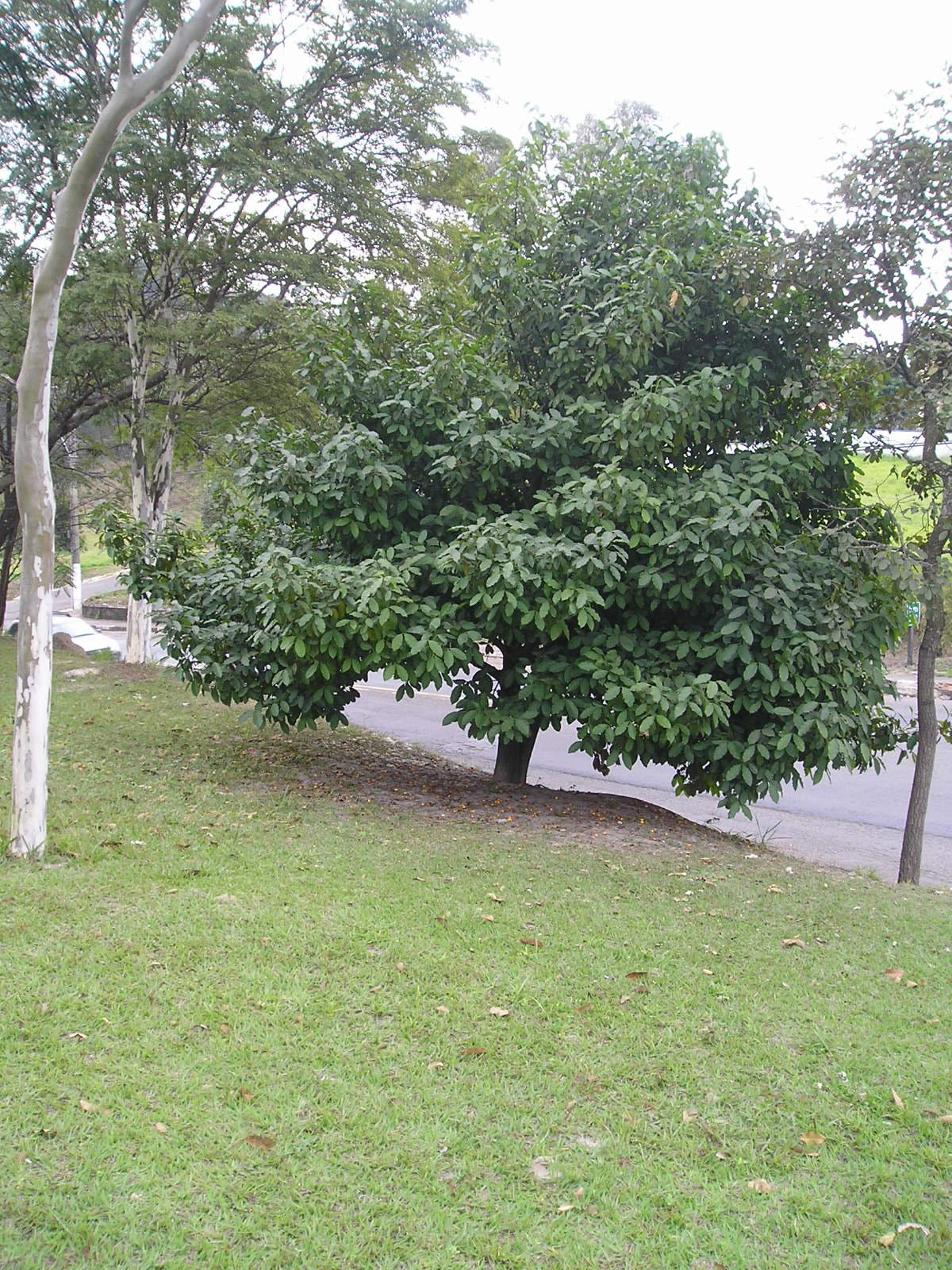
Árvore de Bacupari

## Descrição
O fruto do bacupari pode ser encontrado no Brasil da região Amazônica ao Rio Grande do Sul. Hoje em dia é muito difícil encontrar uma árvore dessa fruta, principalmente em regiões urbanas. O viveiro Manequinho Lopes, do Parque do Ibirapuera em São Paulo, recebeu em julho de 2008 a doação de duas mudas com aproximadamente 1,0m de altura e 2,5 anos. Recentemente foi pesquisado pela especialista Maria das Graças Lins Brandão, professora da Faculdade de Farmácia da Universidade Federal de Minas Gerais (UFMG), que a fruta tem alto valor de ingredientes anti-oxidantes e anti-cancerígenos.